# Open Feminin 50 2013
L'Open Feminin 50 2013 è stato un torneo di tennis facente parte della categoria ITF Women's Circuit nell'ambito dell'ITF Women's Circuit 2013. Il torneo si è giocato a Équeurdreville in Francia dal 4 al 10 novembre 2013 su campi in cemento indoor e aveva un montepremi di 25 000 $.

## Vincitrici

### Singolare
Amandine Hesse ha battuto in finale  Timea Bacsinszky con il punteggio di 7–6(5), 3–6, 6–4

### Doppio
Timea Bacsinszky /  Kristina Barrois hanno battuto in finale  Diāna Marcinkēviča /  Eva Wacanno con il punteggio di 6–4, 6–3